# 妊娠劇吐
妊娠劇吐（Hyperemesis gravidarum，HG）是妊娠併發症的一種。其特徵為足以造成體重下降與脫水的嚴重噁心和嘔吐。徵象和症狀包含一天內多次的劇吐還有暈眩感，其嚴重程度超越害喜。症狀通常會在懷孕二十週後稍微改善，但也可能整個懷孕期間都為此而苦。
造成妊娠劇吐的原因尚未確定，但已知的危險因子有初次懷孕、多胞胎、肥胖症、妊娠滋養層細胞疾病、進食障礙病史，或是先前曾發生或有妊娠劇吐的家族病史。本病通常根據其症狀確診。妊娠劇吐已經在實務上被定義為每日嘔吐超過三次、體重下降百分之五或三公斤、及在尿液中出現酮類。確診前應排除泌尿道感染與甲狀腺功能亢進等可能造成相似症狀的疾病。

本病療法包括補充流質、攝取清淡食物。建議包括服用電解質補充飲料、硫胺、還有高蛋白質食品。有一些女性需要通過靜脈注射補充電解質及營養素。藥物治療方面，建議使用吡哆醇或是甲氧氯普胺，若無效則可用普樂明、克暈片錠、卓弗蘭治療。一些患者可能需要入院治療。其他替代療法如心理療法，以及傳統中醫則有對內關穴進行穴位按壓的治療法可能具有療效。

關於懷孕時嘔吐的歷史紀錄，最早可以追溯到西元兩千年前，但直到1852年才由安托尼·杜布瓦首度以醫學文獻的形式清楚描述妊娠劇吐。 根據統計，妊娠劇吐影響0.3–2.0%懷孕女性，過去也曾經是懷孕婦女的常見死因，但現今因為完善的治療，其造成的死亡已經非常罕見。被妊娠劇吐影響的女性有較低的流產風險，但伴隨著較高的早產機率。某些女性會因為妊娠劇吐而選擇墮胎。